# Daniel Sawyer
Daniel Edward "Ned" Sawyer (Pine Island, Minnesota, 20 de juny de 1882 - Clarendon Hills, Illinois, 5 de juliol de 1937) va ser un golfista estatunidenc que va competir a principis del segle xx.
El 1904 va prendre part en els Jocs Olímpics de Saint Louis, on guanyà la medalla d'or en la prova per equips del programa de golf, com a membre de l'equip Western Golf Association. En la prova individual quedà eliminat en quarts de final.
El 1906 guanyà el campionat Western Amateur i el 1920 el Metropolitan Amateur de golf.